# Renata Al-Ghoul

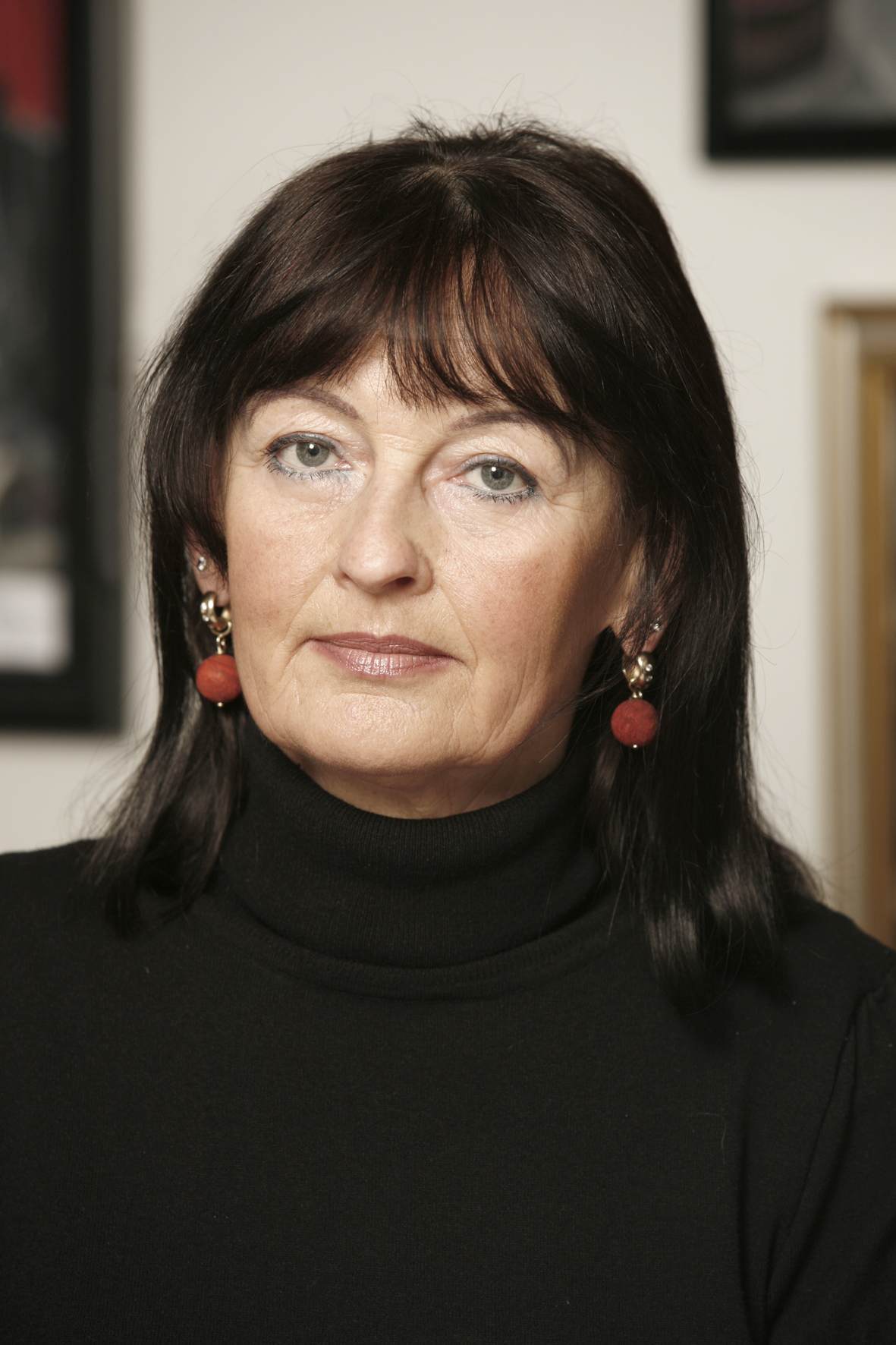
Renata Al-Ghoul (2009)

Renata Al-Ghoul (* 30. Juli 1952 in Cosel, Woiwodschaft Oppeln) ist eine deutsche Wirtschaftsjuristin und Künstlerin polnischer Herkunft.

## Leben
Sie besuchte das Gymnasium (polnisch: Liceum), schloss es im Jahr 1971 mit der Matura ab und studierte Rechtswissenschaften an der Universität Breslau. 1975 schloss sie ihr Studium mit der Magisterarbeit als Magistra iuris (Mag. Jur.) mit der Note sehr gut ab und wurde als Justiziarin in der Rechtsabteilung eines Konsumgüterbetriebs in Breslau angestellt. Während des Studiums lernte sie den aus Palästina stammenden Arzt Basem Al-Ghoul kennen. Sie heirateten und siedelten im Jahr 1977 aus der Volksrepublik Polen nach Paderborn um, wo sie als Rechtsbeistand und Geschäftsführerin im medizinischen Bereich tätig wurde. Die älteste Tochter ist niedergelassene Ärztin in München.

### Paderborner Künstlerin
Nach einer Familienphase (3 Töchter) eignete sie sich Ölmalerei und künstlerische Fotografie als Autodidaktin an und eröffnete 2005 in Paderborn das Rena-Art-Studio. Ihre Kunstwerke beinhalten Inspirationen, Einflüsse und Entlehnungen aus drei Kulturkreisen (westslawischen, deutschen und arabischen) mit einer deutlich surrealen Note. Sie schuf über 100 Ölbilder, ist Mitglied beim Paderborner Arbeitskreis FrauenKultur und stellte ihre Bilder (Öl auf Leinwand) sowohl vor Ort in Paderborn als auch in Bytom (2007), Wrocław, Delft (2010), München, Frauenmuseum Bonn (2012) und Marsberg (Vernissage 24. Juni 2012) aus.

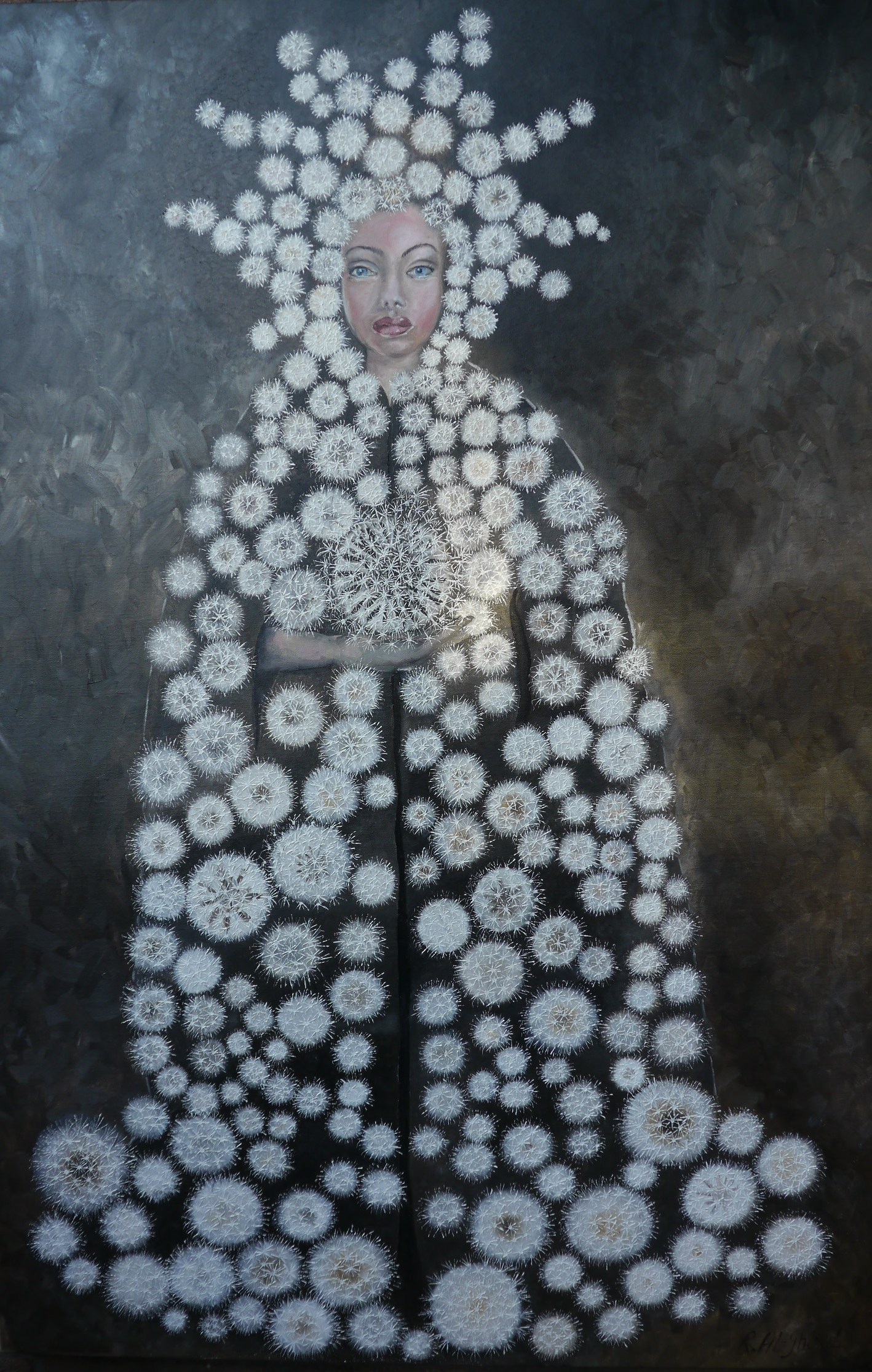
Madonna

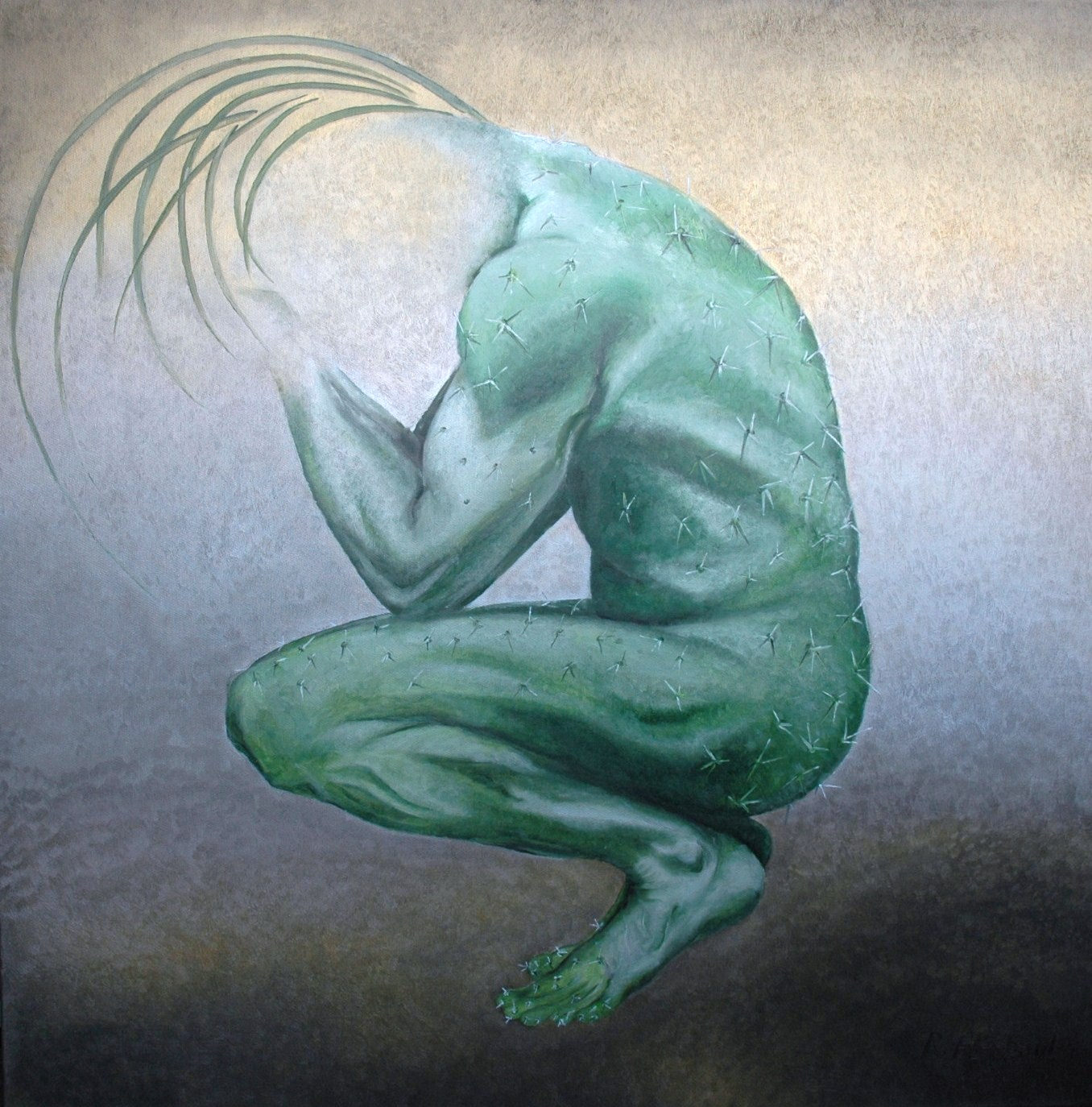
Kaktus

## Kunstwerke (Auswahl)

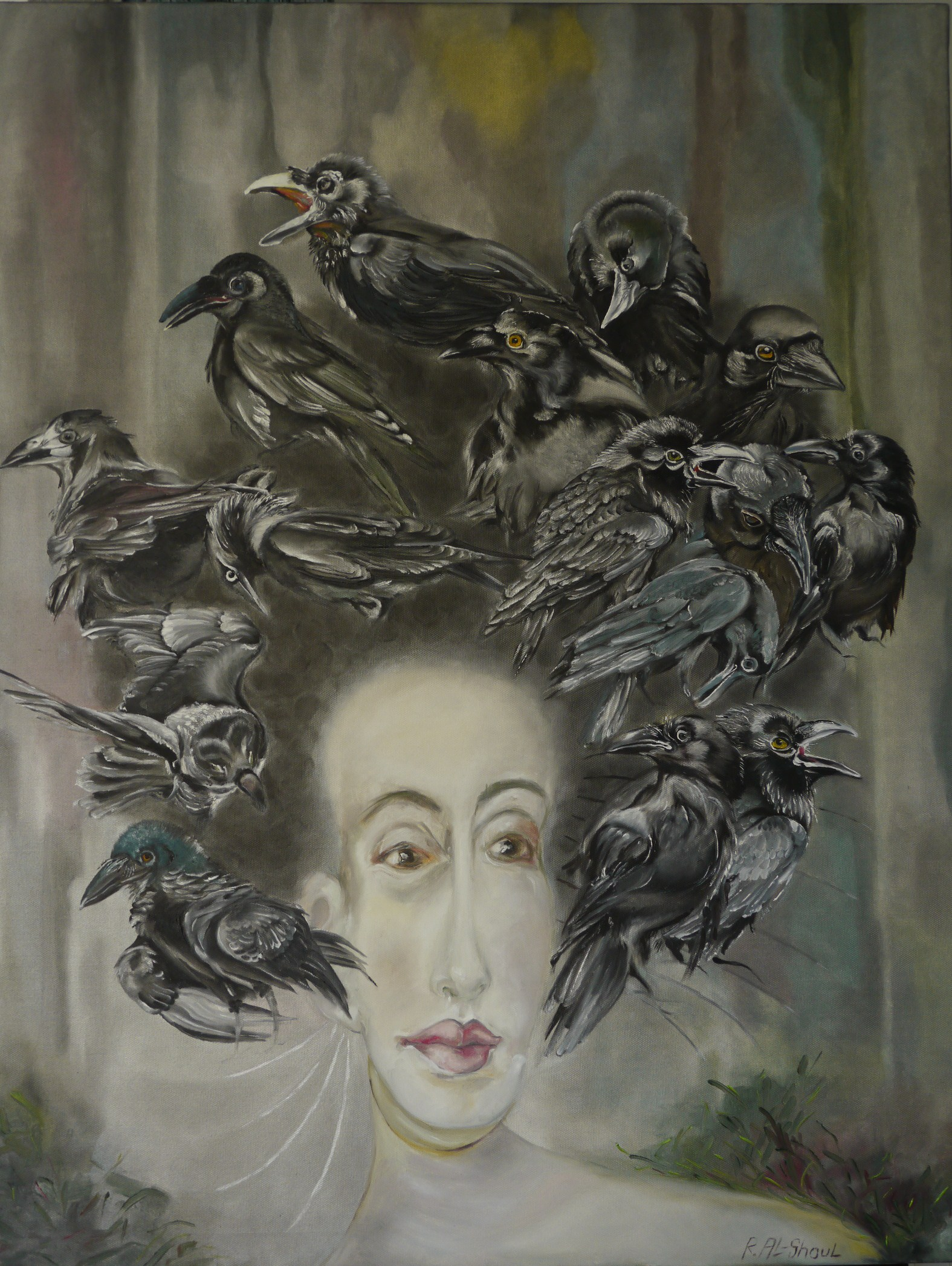
Exzentriker

| - Polka - Heuschrecke - Zündkopf - Dornröschen - White Panther - Black Panther - Cinema - Deutsches Haus - Fatamorgana - Der Usbeke - Der Chilene - Faust - Businessman - Flamenco - Die rote Tänzerin - ID Card | - Die arme Zigarette - Exzentriker - Kardinälin - Bürokrat - Lenin–Punk - Arche - Der Geldwäscher - Das letzte Abendmahl - Die drei unheiligen Könige - Die Paradiesapfelallee - Das Urlaubsfoto - Der rote Teppich - Die Kirschen kommen - Falkendance - Hammer - Tattoos–Serie (Zitrone, Igel, Libelle, Käfer...) |

## Ausstellungen (Auswahl)
- Oktober 2006: Raum für Kunst e.V., Paderborn[5]
- Nov. 2006–Juli 2007: Il Postino, Paderborn
- Mai 2007: Sparkasse Paderborn, Im Schildern
- 27. Oktober 2007; Schlesische Oper in Bytom[6]
- laufend: St-Vincenz-Krankenhaus, Abt. Kardiologie, Paderborn, Am Busdorf
- laufend: Praxis Dr. med. Basem Al-Ghoul, Paderborn, Kamp
- laufend: Praxis in der Au, München, Kühbachstr. 7
- Offene Ateliers, Adam-und-Eva-Haus, Städtische Galerie, Paderborn
- Mai 2010: Symbiose und Natur, YAT Reisen, Paderborn
- Nov. 2010: World Delft 20 European Artists e. V. in Delft
- 24.–30. Juni 2012: Fantasia nova, Galerie No. 1, Marsberg, Hauptstrasse[7]
- Sept.–Okt. 2012: Arbeitskreis FrauenKultur, Frauen über Wasser, Gewölbesaal im Schloss Neuhaus bei Paderborn
- 23.–25. Nov. 2012: 22. Kunstmesse im Frauenmuseum Bonn, Krausfeld 10[8]
- Juni 2013: Offene Ateliers, Farbgebiete, Liborigalerie, Paderborn, Kamp[9]